# Apospasta townsendi
Apospasta townsendi là một loài bướm đêm trong họ Noctuidae.